# رياض الأسدي
رياض جاسم محمد الاسدي روائي واكاديمي عراقي من مواليد البصرة عام 1954، حاصل على الدكتوراه من جامعة البصرة، عمل رئيسا لمركز دراسات الخليج العربي، حازت روايته بوابة البحر على الجائزة الأولى عام 1984 في العراق، له مجموعة قصصية مطبوعة بعنوان اليوم السابع للريح، كما وانه يعد من الكتاب الليبراليين المرموقين في مواقع إلكترونية رصينة كالحوار، المتمدن، وموقع النور الادبي.
كان رياض الاسدي من المناهضين لسياسة البعث في العراق مما ادى بالسلطات إلى اقصائه ومراقبته ومنعه من النشر مما حدا به إلى محاولة الهرب إلى الكويت فالقت السلطات القبض عليه وزجه في السجن.